# Indiah-Paige Riley
Indiah-Paige Janita Riley (Auckland; 20 de diciembre de 2001) es una futbolista neozelandesa. Juega como delantera en el PSV Eindhoven de la Eredivisie de los Países Bajos. Es internacional con la selección de Nueva Zelanda.

## Trayectoria
Riley hizo su debut profesional el 4 de noviembre de 2018 con el Brisbane Roar en una victoria 1-0 ante el Western Sydney Wanderers.
En la temporada 2019-20 fue nominada para el premio a la Jugadora Joven del Año de la W-League.
Riley fichó por el campeón danés Fortuna Hjørring el 3 de agosto de 2020.

## Selección nacional
Tras haber representado previamente a Australia, Riley decidió jugar como internacional para su país natal, Nueva Zelanda. Recibe su primera convocatoria a las Kiwis para disputar dos amistosos contra México y Filipinas los días 2 y 6 de septiembre de 2022, debutando como suplente contra las mexicanas.

## Estadísticas

### Clubes
| Club             | País         | Año             |
| ---------------- | ------------ | --------------- |
| Brisbane Roar    | Australia    | 2018 - 2020     |
| Fortuna Hjørring | Dinamarca    | 2020 - 2023     |
| Brisbane Roar FC | Australia    | 2023            |
| PSV Eindhoven    | Países Bajos | 2023 - presente |